# Xã Gorton, Quận Grant, Minnesota
Xã Gorton (tiếng Anh: Gorton Township) là một xã thuộc quận Grant, tiểu bang Minnesota, Hoa Kỳ. Năm 2010, dân số của xã này là 49 người.